# Брабазон, Эдвард, 1-й барон Арди
Эдвард Брабазон, 1-й барон Арди (англ. Edward Brabazon, 1st Baron Ardee; ок. 1548 — 7 августа 1625) — англо-ирландский пэр.

## Биография
Старший сын сэра Уиьяма Брабазона (? — 1552), лорда-судьи Королевства Ирландия, и Элизабет Клиффорд (? — 1581), дочери Николаса Клиффорда и Мэри Харпер, сестры сэра Джорджа Харпера. До брака с Уильямом Брабазоном Элизабет была трижды замужем, поэтому у Эдварда было много сводных братьев и сестер, в том числе Гаррет Мур, 1-й виконт Мур.
Эдвард вырос в Томас-Корт, недалеко от современной Томас-стрит в Дублине, где его отец построил дом на землях бывшего аббатства Святого Фомы Мученика, которые были предоставлены ему после роспуска монастырей. Земли аббатства включали Киллруддери, недалеко от Брея, графство Уиклоу. Строительство первоначального Килруддери-хауса, похоже, началось в последние годы жизни Эдварда: Килруддери-хаус до сих пор остается семейным домом, хотя от первоначального дома не сохранилось никаких следов. Он занял замок Баллинасло в 1570—1580-х годах на земле, ранее принадлежавшей Шону на Мэйге О Селла.
Эдвард Брабазон стал членом Тайного совета Ирландии в 1584 году. В 1585 году он был избран членом парламента от графства Уиклоу в ирландской Палате общин. Он был посвящен в рыцари в августе 1595 года. Эдвард Брабазон был верховным шерифом Стаффордшира в 1606 году и заседал в Ирландской палате общин от Бангора в 1613—1615 годах. Он был членом Совета провинции Манстер в 1615 году.
19 июля 1616 года ему был присвоен титул барона Арди в графстве Лаут (Пэрство Ирландии), став членом Ирландской палате лордов.
Лорд Арди скончался 7 августа 1625 года. Он был похоронен в церкви Св. Катарины, Дублин, графство Дублин, Ирландия.

## Семья
Эдвард Брабазон женился на Мэри Смайт (? — 13 августа 1625), дочери эсквайра Томаса Смайта из Суррея, и его жены Элеоноры Хейзелригг. У супругов было как минимум шестеро детей . Его старший сын умер раньше него, а его второй сын, Уильям, стал графом Мит в 1627 году.
- Сэр Энтони Брабазон (? — 1 июля 1636)
- Уильям Брабазон, 1-й граф Мит (ок. 1580 — 16 декабря 1651), второй сын и преемник отца.
- Достопочтенный Уоллоп Брабазон
- Достопочтенная Элизабет Брабазон (? — 1647), 1-й муж — Джордж Монтгомери, епископ Мита (1562—1621); 2-й муж — сэр Джон Бреретон (1576—1629), королевский сержант в Ирландии; 3-й муж с 1631 года сэр Джон Брэмстон (1577—1654), лорд-главный судья Ирландии
- Достопочтенная Сюзанна Брабазон (? — до 1628), которая вышла замуж за Люка Планкетта, 1-го графа Фингалла (до 1602—1637).
- Достопочтенная Урсула Брабазон (? — 1625), вышедшая замуж за Джеймса Гамильтона, 1-го виконта Кландебоя (ок. 1560—1644), с которым развелась около 1615 года.